# 541587 Paparó
541587 Paparó è un asteroide della fascia principale. Scoperto nel 2011, presenta un'orbita caratterizzata da un semiasse maggiore pari a 2,6112857 au e da un'eccentricità di 0,1362735, inclinata di 11,92986° rispetto all'eclittica.